# Río Tarqui
Río Tarqui är ett vattendrag i Ecuador.   Det ligger i provinsen Azuay, i den södra delen av landet, 300 km söder om huvudstaden Quito.